# Microphthalma crouzeli
Microphthalma crouzeli är en tvåvingeart som beskrevs av Blanchard 1966. Microphthalma crouzeli ingår i släktet Microphthalma och familjen parasitflugor. Inga underarter finns listade i Catalogue of Life.